# Paus Alexander III
Alexander III (Siena, begin 12e eeuw – Civita Castellana, 30 augustus 1181) was paus van 1159 tot 1181.

## Biografie
Hij was een beroemd magister iuris te Bologna, werd in 1150 kardinaal en in 1153 kanselier van de Romeinse kerk en raadgever van paus Adrianus IV, zijn voorganger. Als diens legaat verzette hij zich op de rijksdag van Besançon (1157) tegen de rijkskanselier Rainald van Dassel. Op 7 september 1159 kozen de anti-imperialen hem tot opvolger van paus Adrianus IV.
Zijn pontificaat werd gekenmerkt door de grote botsing met keizer Frederik I Barbarossa, die de kerkelijke politiek van zijn Salische voorgangers trachtte te hernieuwen en daartoe de Ghibellijnse tegenpausen Victor IV, Paschalis III en Calixtus III, steunde.
Alexander moest naar Frankrijk uitwijken (1161–1165), maar vond steun bij de meeste Europese vorsten, vooral bij de Lombardische stedenbond, die de Italiaanse politiek van Barbarossa fel bestreed. Hun vesting Alessandria werd naar hem genoemd. In het voorjaar van 1163 legde hij, in aanwezigheid van Lodewijk VII van Frankrijk, de eerste steen van de Notre-Dame in Parijs.
In heel het paus-keizerconflict toonde Alexander zich een meester in het diplomatieke spel, hetgeen hem door de vele betrokkenen niet steeds in dank werd afgenomen. Eenzelfde voorzichtige politiek volgde hij ten aanzien van Hendrik II van Engeland in diens conflict met Thomas Becket (in 1170 vermoord, in 1174 door Alexander heilig verklaard).
Hij steunde voorts de nieuwe kloosterbewegingen, met name de orde der Cisterciënzers (1175: heiligverklaring van Bernard van Clairvaux). Alexander III deed uitspraak in vele conflicten, maar ook in meer gewone rechtszaken, waarvoor hij gedelegeerde rechters aanstelde. Onder zijn pontificaat nam het aantal en het belang van de pauselijke decretalen sterk toe. Vanwege Romeinse woelingen moest hij ten slotte Rome verlaten (1179: tegenpaus Innocentius III). Hij werd opgevolgd door een van zijn adviseurs in het Barbarossa-conflict, paus Lucius III.
Een van zijn belangrijkste gezanten, Alberto de Morra (Benevento –60 km ten noordoosten van Napels- begin 12e eeuw – Pisa 17 december 1187), was regulier kanunnik te Laon, vervulde voor paus Alexander diverse legatenfuncties en werd 1178 diens kanselier. 21 oktober 1187 werd hij tot opvolger van paus Urbanus III gekozen. Zijn plannen werden door zijn plotselinge dood verijdeld.